# Åke Olivestedt
Åke Wilhelm Olivestedt (Estocolmo, 14 de junho de 1924 — Estocolmo, 28 de junho de 1998) foi um ciclista sueco. Competiu nos Jogos Olímpicos de Verão de 1948 em Londres, onde fez parte da equipe sueca que terminou em quinto lugar na prova de estrada contrarrelógio por equipes. No individual, terminou na vigésima quarta posição.